# Premio Lumière per il miglior regista
Il Premio Lumière per il miglior regista (Prix Lumière du meilleur réalisateur) è un premio cinematografico assegnato annualmente dall'Académie des Lumières al regista di un film francese uscito nelle sale nel corso dell'anno precedente.

## Vincitori e candidati
I vincitori sono indicati in grassetto, a seguire gli altri candidati.

### Anni 1996-1999
- 1996: Mathieu Kassovitz - L'odio (La haine)
- 1997: Cédric Klapisch - Aria di famiglia (Un air de famille)
- 1998: Luc Besson - Il quinto elemento (Le cinquième élément)
- 1999: Érick Zonca - La vita sognata degli angeli (La vie rêvée des anges)

### Anni 2000-2009
- 2000: Luc Besson - Giovanna d'Arco (Jeanne d'Arc)
- 2001: Agnès Jaoui - Il gusto degli altri (Le goût des autres)
- 2002: Patrice Chéreau - Intimacy - Nell'intimità (Intimacy)
- 2003: François Ozon - 8 donne e un mistero (8 Femmes)
- 2004: Alain Resnais - Mai sulla bocca (Pas sur la bouche)
- 2005: Jean-Pierre Jeunet - Una lunga domenica di passioni (Un long dimanche de fiançailles)
- 2006: Philippe Garrel - Les Amants réguliers
- 2007: Pascale Ferran - Lady Chatterley
- 2008: Abdellatif Kechiche - Cous cous (La graine et le mulet)
- 2009: François Dupeyron - Aide-toi, le ciel t'aidera

### Anni 2010-2019
- 2010: Jacques Audiard - Il profeta (Un prophète)
  - Anne Fontaine - Coco avant Chanel - L'amore prima del mito (Coco avant Chanel)
  - Xavier Giannoli - À l'origine
  - Philippe Lioret - Welcome
  - Bertrand Tavernier - L'occhio del ciclone - In the Electric Mist (In the Electric Mist)
- 2011: Roman Polański - L'uomo nell'ombra (The Ghost Writer)
  - Mathieu Amalric - Tournée
  - Olivier Assayas - Carlos
  - Xavier Beauvois - Uomini di Dio (Des hommes et des dieux)
  - Joann Sfar - Gainsbourg (vie héroïque)
- 2012: Maïwenn - Polisse
  - Bertrand Bonello - L'Apollonide - Souvenirs de la maison close
  - Michel Hazanavicius - The Artist
  - Aki Kaurismäki - Miracolo a Le Havre (Le Havre)
  - Pierre Schoeller - Il ministro - L'esercizio dello Stato (L'Exercice de l'Etat)
- 2013: Jacques Audiard - Un sapore di ruggine e ossa (De rouille et d'os)
  - Leos Carax - Holy Motors
  - Michael Haneke - Amour
  - Noémie Lvovsky - Camille redouble
  - Cyril Mennegun - Louise Wimmer
- 2014: Abdellatif Kechiche - La vita di Adele (La Vie d'Adèle - Chapitres 1 & 2)
  - Gilles Bourdos - Renoir
  - Albert Dupontel - 9 mois ferme
  - Michel Gondry - Mood Indigo - La schiuma dei giorni (L'Écume des jours)
  - Bertrand Tavernier - Quai d'Orsay
  - Rebecca Zlotowski - Grand Central
- 2015: Abderrahmane Sissako - Timbuktu
  - Lucas Belvaux - Sarà il mio tipo? (Pas son genre)
  - Bertrand Bonello - Saint Laurent
  - Benoît Jacquot - Tre cuori (Trois cœurs)
  - Cédric Kahn - Vie sauvage
  - Céline Sciamma - Diamante nero (Bande de filles)
- 2016: Arnaud Desplechin - I miei giorni più belli (Trois souvenirs de ma jeunesse)
  - Jacques Audiard - Dheepan - Una nuova vita (Dheepan)
  - Catherine Corsini - La Belle Saison
  - Philippe Garrel - All'ombra delle donne (L'ombre des femmes)
  - Xavier Giannoli - Marguerite
  - Maïwenn - Mon roi - Il mio re (Mon roi)
- 2017: Paul Verhoeven - Elle
  - Bertrand Bonello - Nocturama
  - Stéphane Brizé - Una vita - Une vie (Une vie)
  - Léa Fehner - Les ogres
  - Alain Guiraudie - Rester vertical
  - Albert Serra - La Mort de Louis XIV
- 2018: Robin Campillo - 120 battiti al minuto (120 battements par minute)
  - Mathieu Amalric - Barbara
  - Laurent Cantet - L'atelier
  - Philippe Garrel - L'amant d'un jour
  - Alain Gomis - Félicité
  - Michel Hazanavicius - Il mio Godard (Le redoutable)
- 2019: Jacques Audiard - I fratelli Sisters (The Sisters Brothers)
  - Jeanne Herry - Pupille
  - Xavier Legrand - L'affido - Una storia di violenza (Jusqu'à la garde)
  - Gaspar Noé - Climax
  - Pierre Salvadori - Pallottole in libertà (En liberté!)

### Anni 2020-2029
- 2020: Roman Polański - L'ufficiale e la spia (J'accuse)
  - Jérémy Clapin - Dov'è il mio corpo? (J'ai perdu mon corps)
  - Arnaud Desplechin - Roubaix, una luce nell'ombra (Roubaix, une lumière)
  - Ladj Ly - I miserabili (Les Misérables)
  - Céline Sciamma - Ritratto della giovane in fiamme (Portrait de la jeune fille en feu)
- 2021: Maïwenn - DNA - Le radici dell'amore (ADN)
  - Albert Dupontel - Adieu les cons
  - Filippo Meneghetti - Due (Deux)
  - Emmanuel Mouret - Les choses qu'on dit, les choses qu'on fait
  - François Ozon - Estate '85 (Été 85)
- 2022: Leos Carax - Annette
  - Jacques Audiard - Parigi, 13Arr. (Les Olympiades)
  - Audrey Diwan - La scelta di Anne - L'Événement (L'Événement)
  - Xavier Giannoli - Illusioni perdute (Illusions perdues)
  - Arthur Harari - Onoda - 10.000 notti nella giungla (Onoda, 10 000 nuits dans la jungle)
- 2023: Albert Serra - Pacifiction - Un mondo sommerso (Pacifiction - Tourment sur les îles)
  - Valeria Bruni-Tedeschi - Forever Young - Les Amandiers (Les Amandiers)
  - Dominik Moll - La notte del 12 (La Nuit du 12)
  - Gaspar Noé - Vortex
  - Rebecca Zlotowski - I figli degli altri (Les Enfants des autres)
- 2024: Thomas Cailley - The Animal Kingdom (Le Règne animal)
  - Catherine Breillat - Ancora un'estate (L'Été dernier)
  - Clément Cogitore - Goutte d'or
  - Cédric Kahn - Il caso Goldman (Le Procès Goldman)
  - Justine Triet - Anatomia di una caduta (Anatomie d'une chute)
- 2025: Jacques Audiard – Emilia Pérez
  - Matthieu Delaporte e Alexandre de La Patellière – Il conte di Montecristo (Le Comte de Monte-Cristo)
  - Alain Guiraudie – L'uomo nel bosco (Miséricorde)
  - Boris Lojkine – La storia di Souleymane (L'Histoire de Souleymane)
  - François Ozon – Sotto le foglie (Quand vient l'automne)